# Asterió
|  | No s'ha de confondre amb Asterió (déu). |

Asterió o Asteri (del grec Άστέριος o Ἀστερίων) va ser, segons la mitologia grega, un rei de l'illa de Creta, predecessor del llegendari Minos.
Fill de Tèctam i d'una filla de Creteu, Asterió/Asteri va heretar el tron reial del seu pare durant l'època en què Europa va ser raptada per Zeus. Zeus va portar-la a Creta i Asterió/Asteri s'hi acabà casant. D'aquesta manera va adoptar com a fills propis els descendents naturals de la unió entre Zeus i Europa: Minos, Radamant i Sarpèdon. Asterió/Asteri va morir sense fills i va cedir el regne al seu fillastre Minos.
Segons l'acadèmic hongarès Karl Kerényi, la figura del brau mostra una correlació entre el mite del Minotaure (que rebé el nom precisament d'Asterió/Asteri, segons Pseudo-Apol·lodor) i el rapte d'Europa, i per això el brau seria un símbol recurrent a Creta: Zeus raptà Europa sota la forma d'un brau, Pasífae (l'esposa de Minos) va ser fecundada per un brau, i de la unió en sortí el monstre Minotaure (mig home i mig brau).